# Amedeo Colla
Amedeo Colla (Ferrara, 1868 – Ferrara, 1947) è stato uno scultore italiano.

## Biografia
Figlio del marmorino Luigi (1835-1916), spirito polemico e un po' grafomane, fu autore di opere decorative e a carattere funerario per la Certosa di Ferrara.
Attivo in numerosi cantieri ferraresi tra cui le decorazioni per la salumeria Collevati (1906, ristrutturata da Ciro Contini), il Monumento ai Caduti di Borgo San Luca, le mensole di un camino a Palazzina di Marfisa d'Este (1926). Con Mario Sarto, realizzò il medaglione dedicato a Temistocle Solera (1913) mentre con la Ferrariae Decus, verificò l'eco della basilica di San Francesco (1914).
Collaborò alla realizzazione della Torre della Vittoria posizionandovi nel 1928 la lastra in pietra d'Istria Bollettino della Vittoria e facendone la pavimentazione.
Partecipò con Giacomo Zilocchi alla realizzazione dei suoi monumenti a Nicolò III e Borso d'Este per la facciata del Palazzo municipale di Ferrara (1927) e a quello a Giuseppe Verdi (1913) ora al Parco Massari, dove è presente anche il busto marmoreo di Cesare Battisti, trasportato in marmo, probabilmente da un aiutante, dal modello in gesso firmato A. Colla 1936. Il marmo fu donato da Colla al Comune a seguito di una lettera del 19 luglio 1939 ed inaugurato il 12 luglio 1940.

### Attività pubblicistica
Scrisse numerose lettere su quotidiani ferraresi coinvolgendo gli scultori Mario Wirtz, Mario Sarto, Guglielmo Ottavi e Giovanni Pietro Ferrari, denunciando infine il furto di un fregio destinato alla decorazione di una tomba (1907).

## Opere
Oltre a quelle già citate:
- Monumento Guerra, 1891
- Monumento Masi, 1900
- Monumento Sears, 1905
- Stefano Gatti-Casazza, 1919, medaglione, atrio della Banca Mutua Popolare
- Ricordo del garibaldino Amos Occari, 1911, Castelmassa
- Urna Bartolomasi, 1922
- Cappella Pasquali, progettata nel 1923
- Mensole per camino, 1927[6]
- Tomba Domenico Fabbri, 1929
- Cesare Battisti, 1940[4][1]